# Silappatikaram
Silappadikaram (tamil : சிலப்பதிகாரம்) o La Novela del anillo es una de las Cinco Grandes Epopeyas de la literatura tamil antigua. Es al príncipe poeta Ilango Adigal, un fraile jainista, a quien se considera el autor de esta obra. Se dice de él que era el hermano de Senguttuvan de la dinastía Chera. Como obra literaria, está considerada en mucha estima por los tamiles. La naturaleza del libro es narrativa, con una tonalidad moralizante subyacente. Se compone de tres capítulos y cuenta con un total de 5 270 líneas de poesía. La epopeya gira en torno a Kannagi, que, después de haber perdido a su marido como consecuencia de un error de la justicia en la corte del rey Pandya, ejerce su venganza sobre su reino. 

## Presentación
Silappatikaram ha sido datado en el siglo I, aunque el autor haya podido apoyarse en un cuento folclórico preexistente para elaborar la historia. Se cuenta la historia de los tres reinos tamiles del tiempo antiguo, cuando reinaban los Chola, los Pandya y los Chera. Silappatikaram presenta numerosas referencias a los acontecimientos y a las personalidades históricas, aunque no sea considerado como una fuente histórica fiable por muchos historiadores  a causa de la inclusión de numerosas exageraciones en los acontecimientos o en las realizaciones de los antiguos reyes tamiles. 
Considerado como una de las grandes manifestaciones del ingenio tamil, el Silappatikaram proporciona detalles sobre la cultura tamil, bajo una forma poética, y habla de diversas religiones, de los planos de las ciudades y de sus tipos, de las mezclas entre las poblaciones griega y árabe y tamil, y de las artes de la danza y de la música.

## Traducción
- Príncipe Ilango Adigal, La Novela del anillo, trad. del tamil Alain Daniélou y R. S. Desikan, «Conocimiento del Oriente », Gallimard.

## Anexos

### Artículos conectados
- Kannagi
- Tamil (pueblo)
- Literatura sangam